# Endasys anglianus
Endasys anglianus är en stekelart som beskrevs av Sawoniewicz och Luhman 1992. Endasys anglianus ingår i släktet Endasys och familjen brokparasitsteklar. Inga underarter finns listade i Catalogue of Life.